# Edward Bartlett
Edward Bartlett (* 1836; † April 1908 oder 21. Januar 1908 in Maidstone) war ein britischer Naturforscher.
1865 bis 1869 unternahm er eine ausgedehnte Expedition am Amazonas. 1871 assistierte er seinem Vater Abraham Dee Bartlett bei dessen Arbeit für die Zoologische Gesellschaft von London. Aus dieser Zeit stammt auch ein Briefwechsel mit Charles Darwin. 1874 bis 1890 war Bartlett Kurator am Maidenhead-Museum in Kent. 1891 wanderte er nach Sarawak aus, wo er 1895 bis 1897 als Kurator im Museum von Kuching arbeitete.